# Pijawka lekarska
Pijawka lekarska (Hirudo medicinalis) – ciepłolubny gatunek wodno-lądowej pijawki z rodziny pijawkowatych (Hirudinidae).

## Występowanie
Zasięg występowania obejmuje tereny od zachodniej i południowej Europy po góry Ural na wschodzie oraz – na południe – po kraje graniczące z północno-wschodnią częścią Morza Śródziemnego. Introdukowane w kilku regionach Ameryki Północnej. Występuje w płytkich zbiornikach stojącej lub wolno płynącej wody słodkiej o mulistym dnie, porośniętych trzciną. Woli małe zbiorniki wody.

## Charakterystyka
Ciało cylindryczne, spłaszczone grzbietobrzusznie, złożone z 33–34 segmentów. Wypukły grzbiet ma ubarwienie ciemnobrązowe do czarnego z sześcioma czerwonobrązowymi smugami, a płaska część brzuszna jest pokryta plamkami. Otwór gębowy zakończony jest okrągłą przyssawką. Długość ciała 10–15 cm. Po najedzeniu pijawka zwiększa masę i objętość ciała do 5 razy.
Jaja w kokonach składa do wilgotnej gleby na brzegu zamieszkiwanego zbiornika.
Pijawka lekarska jest pasożytem żywiącym się krwią kręgowców. Może wessać 10–15 ml krwi magazynowanej następnie w 10 uchyłkach jelita. Atakuje płazy (głównie żaby), ssaki lub gady. Może przeżyć bez pokarmu do dwóch lat. Jej ślina zawiera hirudynę zapobiegającą krzepnięciu krwi i specyficzną histaminę powodującą rozszerzanie naczyń krwionośnych. Przyssanie się i przecinanie skóry przez pijawkę jest bezbolesne, dzięki substancji chemicznej zawartej w ślinie znieczulającej przebicie się przez skórę ofiary. Później pojawia się swędzenie i obrzęk.

## Znaczenie dla człowieka
Pijawki są wykorzystywane do pozyskiwania hirudyny – z jednego osobnika można uzyskać ok. 0,015 g tej substancji.
Używane od starożytności lub wcześniej do upuszczania krwi, w szczególności u osób chorych na nadciśnienie. W połowie XIX w. wykorzystywanie pijawek w celach leczniczych zostało przyhamowane rozwojem nowoczesnej medycyny i farmakologii. Obecnie w medycynie stosuje się leczenie pijawkami (hirudoterapia) hodowanymi w sterylnych warunkach.
Stosowanie pijawek pochodzących z naturalnych źródeł obarczone jest ryzykiem ze względu na możliwość przenoszenia chorób i pasożytów.

## Ochrona
Pijawki lekarskie zostały wytępione w wielu regionach na skutek przełowienia (masowe wykorzystywanie w hirudoterapii), degradacji siedlisk i malejącej liczby żywicieli. W Polsce większość pijawek stosowanych w celach leczniczych to przedstawiciele obcych dla naszej fauny gatunków pochodzących z Europy Wschodniej i Azji.
W Polsce jest objęta ochroną gatunkową od 1995 roku. W Czerwonej liście gatunków zagrożonych IUCN wpisana w kategorii NT. W Polskiej czerwonej księdze zwierząt. Bezkręgowce, została zaliczona do kategorii VU (gatunki wysokiego ryzyka, narażone na wyginięcie).